# Antonio F. Coronel

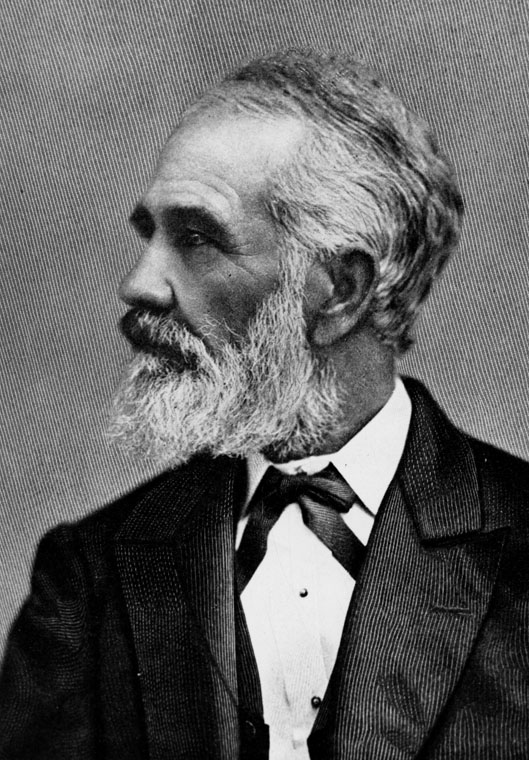
Antonio F. Coronel

Antonio Francisco Coronel (* 21. Oktober 1817 in Mexiko-Stadt; † 17. April 1894 in Los Angeles, Kalifornien) war ein US-amerikanischer Politiker mexikanischer Herkunft. In den Jahren 1853 und 1854 war er Bürgermeister der Stadt Los Angeles.

## Werdegang
Im Jahr 1834 kam Antonio Coronel mit seinen Eltern in das noch mexikanische Kalifornien. In den Jahren 1838 und 1839 war er Lehrer in dem damals kleinen Ort, der später als Los Angeles bekannt wurde. Im Jahr 1843 war er Friedensrichter und 1844 wurde er vom mexikanischen Provinzgouverneur zum Inspekteur des südlichen Kaliforniens ernannt. Während des Mexikanisch-Amerikanischen Krieges war er Hauptmann einer mexikanischen Artillerieeinheit. Dabei kämpfte er gegen die Vereinigten Staaten. Nach dem für Mexiko verlorenen Krieg und dem Übergang Kaliforniens an die Vereinigten Staaten nahm er die amerikanische Staatsbürgerschaft an und blieb in Los Angeles.
Politisch schloss er sich später der Demokratischen Partei an. Von 1850 bis 1856, also auch während seiner Zeit als Bürgermeister, war er Assessor bei der Bezirksverwaltung des Los Angeles County. Von 1854 bis 1867 gehörte er dem Stadtrat von Los Angeles an. Im Jahr 1853 wurde er zum Bürgermeister der damals noch kleinen Stadt Los Angeles gewählt. Dieses Amt bekleidete er zwischen dem 3. Mai 1853 und dem 4. Mai 1854.
Nach dem Ende seiner Zeit als Bürgermeister blieb Antonio Coronel weiterhin politisch aktiv. Er war Mitglied mehrerer Organisationen und Vereinigungen seiner Heimat. Im Jahr 1860 war er Bezirksleiter des Los Angeles County. Sein wohl wichtigstes politisches Amt bekleidete er zwischen 1866 und 1870. Damals war er als Nachfolger von Romualdo Pacheco State Treasurer von Kalifornien. Danach zog er sich aus der Politik zurück und arbeitete in der Immobilienbranche. Er starb am 17. April 1894.